# Dai-Nippon Teikoku Kaigun
Dai-Nippon Teikoku Kaigun (jap. 大日本帝国海軍; dawna pisownia: 大日本帝󠄁國海軍 Dai-Nippon Teikoku Kaigun Cesarska Marynarka Wojenna Wielkiej Japonii) – marynarka wojenna Cesarstwa Japonii od roku 1869 do jej rozwiązania w 1947 roku. Była trzecią co do wielkości flotą świata od 1920 roku, po Royal Navy i United States Navy. Operacje powietrzne floty prowadziły Siły Powietrzne Japońskiej Cesarskiej Marynarki Wojennej.
Początki cesarskiej marynarki wojennej sięgają wczesnych kontaktów z narodami kontynentalnej Azji, nawiązanymi w okresie średniowiecza. Szczyt ich intensywności przypadł na XVI i XVII wiek, kiedy to następowała wymiana kulturowa z europejskimi mocarstwami podczas epoki wielkich odkryć geograficznych.
Po dwóch wiekach stagnacji spowodowanej polityką izolacjonistyczną siogunów rodu Tokugawa japońska flota była mocno zacofana w momencie, gdy kraj na skutek nacisków zewnętrznych, przede wszystkim amerykańskich, został zmuszony w 1854 r. do otwarcia i nawiązania kontaktów handlowych z krajami Zachodu. Wydarzenia te doprowadziły ostatecznie do restauracji Meiji. Wraz z przywróceniem rządów cesarskich, nadszedł okres gorączkowej modernizacji oraz industrializacji kraju.
Historia floty, pełna sukcesów odnoszonych niekiedy w walce z dużo potężniejszymi przeciwnikami, jak podczas pierwszej wojny chińsko-japońskiej oraz wojny rosyjsko-japońskiej (1904–1905), dobiegła końca wraz z jej prawie całkowitym unicestwieniem podczas II wojny światowej, głównie za sprawą działań US Navy.
Cesarską Marynarkę Wojenną oficjalnie rozwiązano w 1947 roku. We współczesnej Japonii obroną wód terytorialnych zajmują się Japońskie Morskie Siły Samoobrony.

## Początki

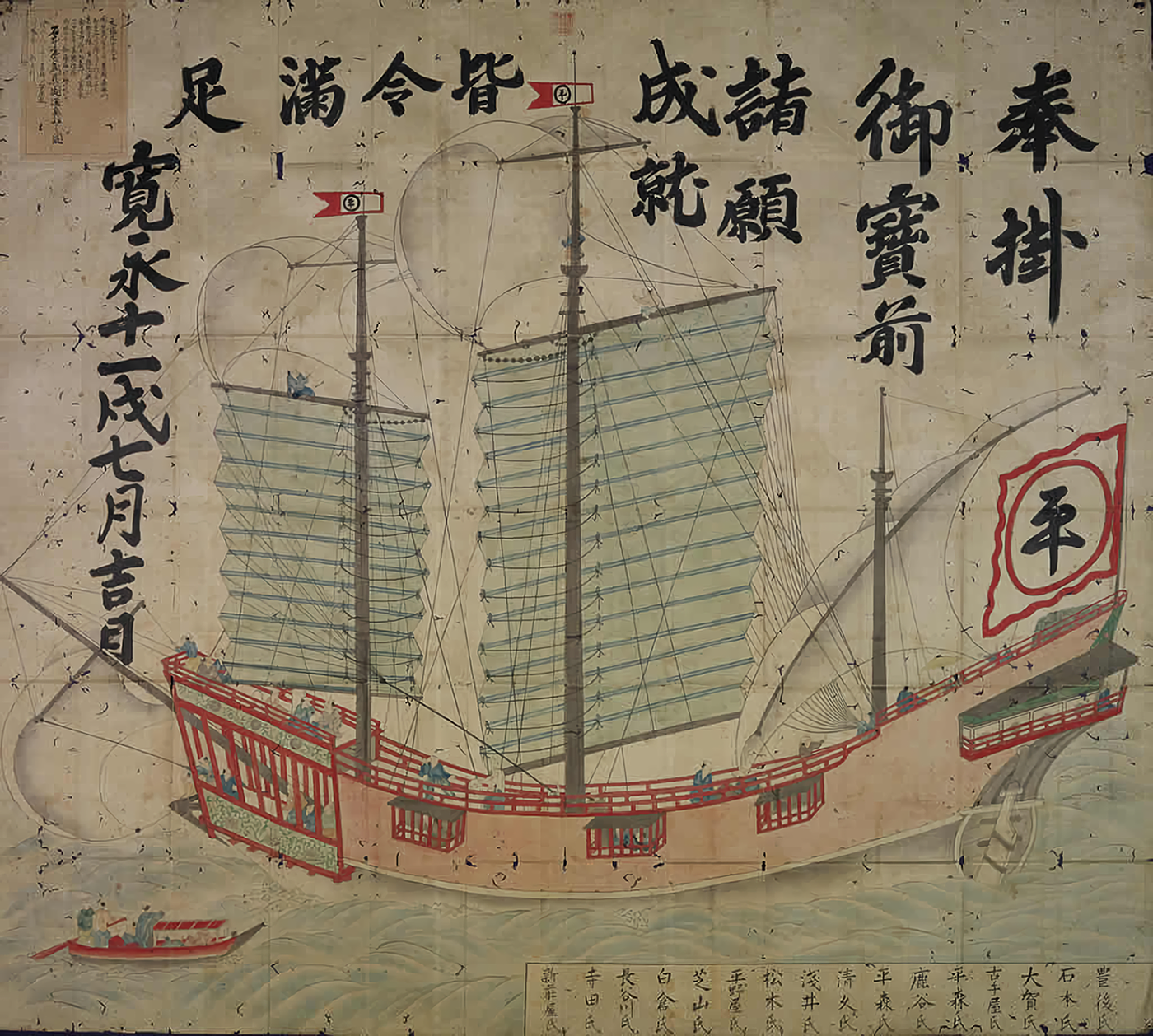
Japoński uzbrojony statek handlowy z 1634 roku, łączący w sobie wschodnie i zachodnie technologie budowy

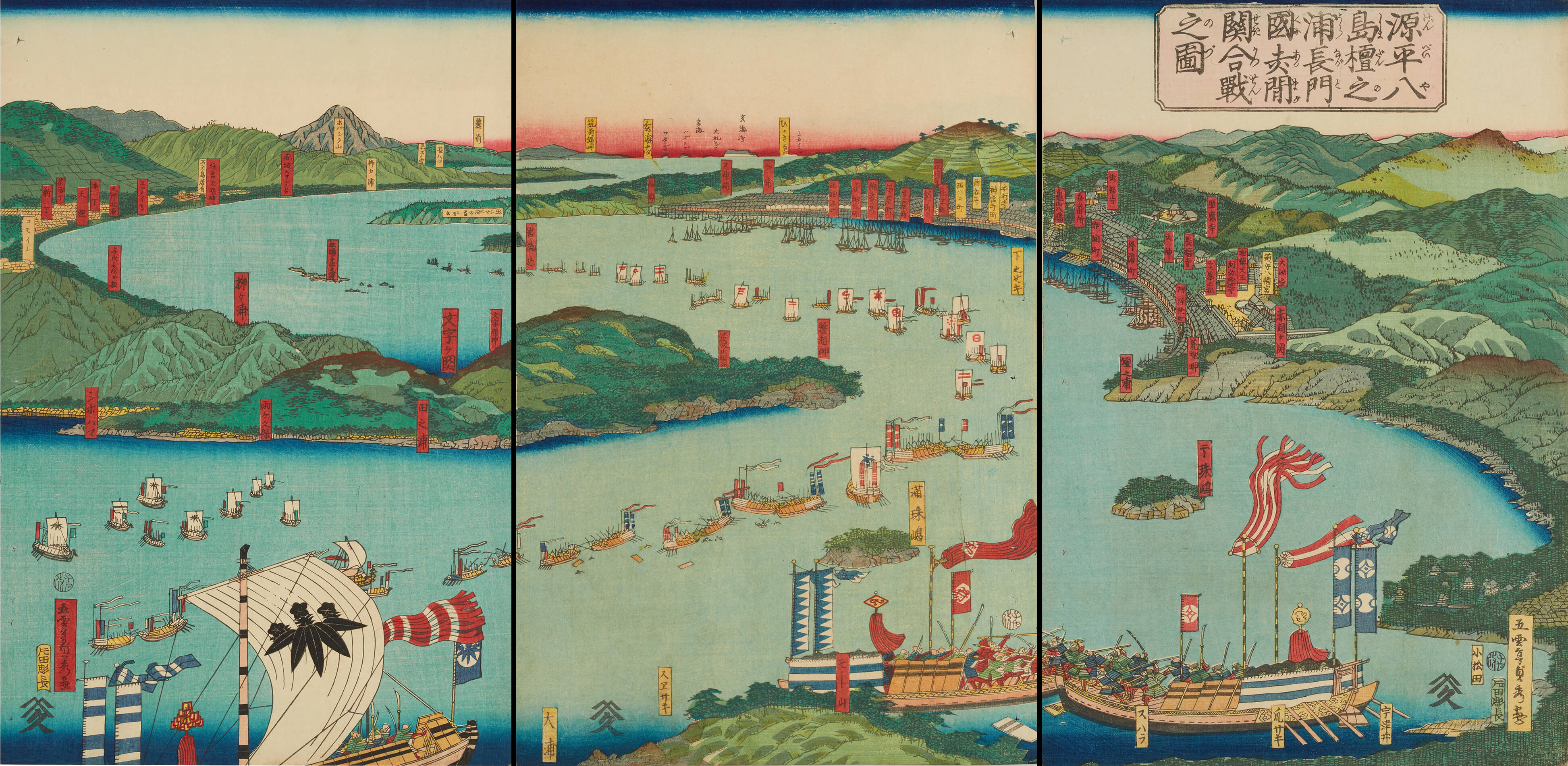
Bitwa w zatoce Dan-no-Ura (1185)

Japonia ma długą tradycję morskich kontaktów z kontynentalną Azją, miała ona swój początek przynajmniej na początku ery Kofun w III wieku n.e.
W okresie następującym po próbach podboju tego wyspiarskiego kraju podejmowanych przez Kubilaj-chana w latach 1274 i 1281, japońscy piraci (wakō) rozpoczęli intensywne grabieże u wybrzeży Cesarstwa Chińskiego.
W XVI wieku, podczas ery walczących prowincji, feudalni władcy w ramach rywalizacji o dominację tworzyli floty przybrzeżne, liczebnościami sięgające nawet kilkuset jednostek. Być może w tym właśnie okresie, gdy Nobunaga Oda, japoński daimyō, zlecił w 1576 r. wykonanie sześciu pokrytych żelaznymi pancerzami dużych okrętów wojennych, skonstruowano jedne z pierwszych okrętów pancernych. W 1588 r. Hideyoshi Toyotomi zakazał piractwa. Wakō zostali jego wasalami i stanowili trzon sił morskich w inwazji na Koreę.
Pierwsze zdolne do wypłynięcia na otwarte wody oceaniczne okręty wojenne powstały w Japonii na początku XVII w. dzięki kontaktom z krajami Zachodu podczas okresu handlu z Nanban. W 1613 r. daimyō z Sendai, porozumiawszy się z siogunami z rodu Tokugawa, wybudował 500-tonowy galeon Date Maru, który przewiózł do Ameryki i Europy misję dyplomatyczną pod przewodnictwem Tsunenagi Hasekury. Począwszy od 1604 siogun zamówił, głównie na potrzeby handlu z Azją Południowo-Wschodnią, łącznie około 350 uzbrojonych statków handlowych, w większości korzystających z zachodnich rozwiązań konstrukcyjnych.

## Odosobnienie i zachodnie studia
Począwszy od 1640, na ponad 200 lat Japonia wybrała politykę sakoku (zamknięcia kraju), która zakazywała kontaktów z Zachodem, zwalczała chrześcijaństwo, a budowę statków oceanicznych karała śmiercią. Kontakty były utrzymywane tylko przez holenderską enklawę Dejima, która pozwalała na przepływ ogromnej ilości wiedzy związanej z zachodnią rewolucją technologiczną i naukową. To poznawanie zachodniej nauki, zwane rangaku (dosł. nauka holenderska), pozwalało Japonii aktualizować wiedzę w obszarach istotnych dla nauk morskich, takich jak: kartografia, optyka i nauka mechaniczna. Pełne badanie zachodnich technik budownictwa okrętowego zostało wznowione w 1840 roku w okresie bakumatsu (schyłkowego okresu siogunatu rodu Tokugawa).

## Wczesna modernizacja flot

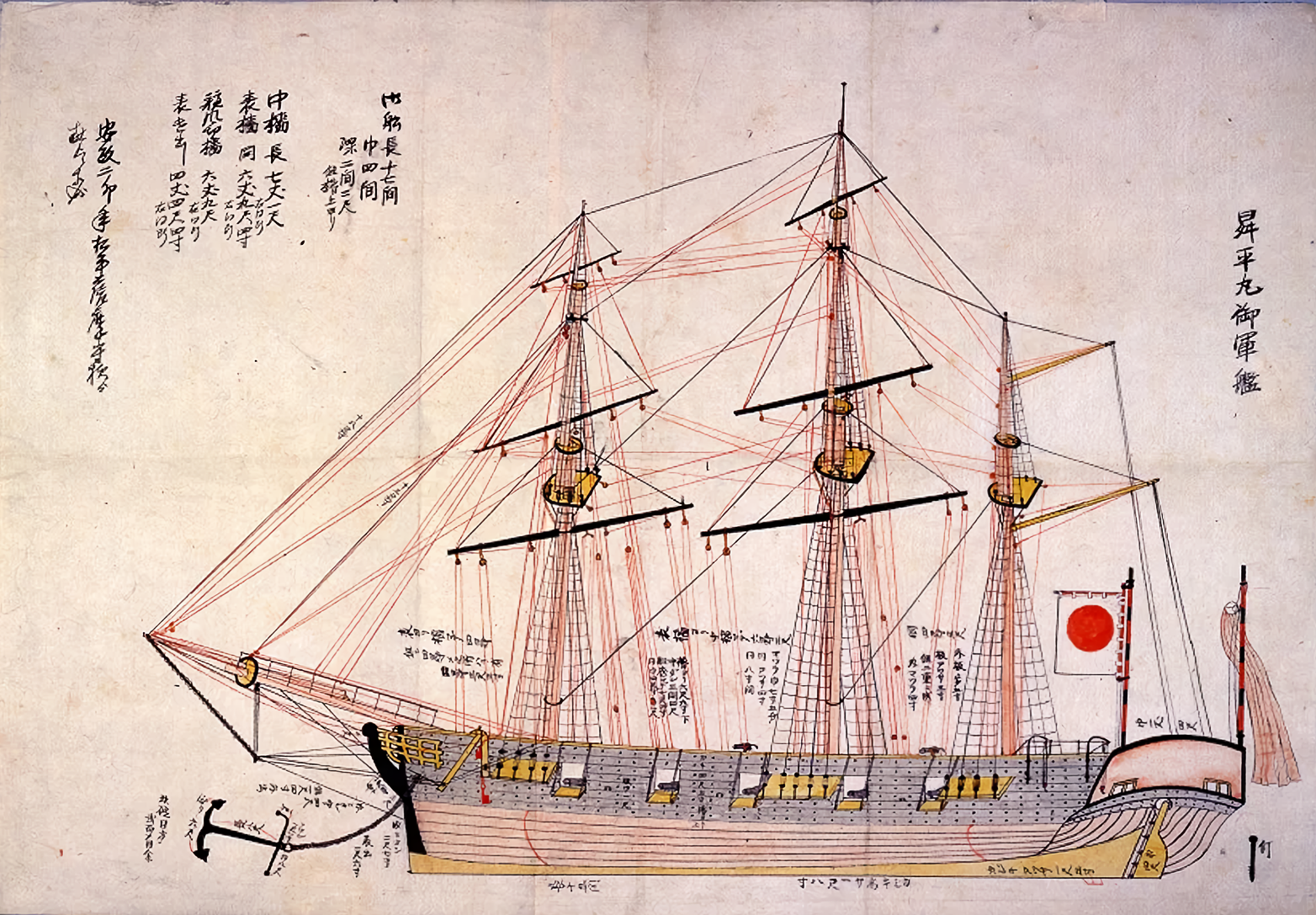
„Shōhei Maru”, zbudowany na podstawie holenderskich rysunków (1854)

W 1853 i 1854, komodor US Navy Matthew Perry zademonstrował siłę najnowszych okrętów parowych. Perry wymusił na Japonii otwarcie na handel międzynarodowy poprzez Traktat z Kanagawy w 1854 roku. Następnie w 1858 r. podpisano „Traktat o przyjaźni i handlu pomiędzy Stanami Zjednoczonymi i Japonią” (ang. Treaty of Amity and Commerce between Japan and the United States; jap. Nichibei Shūkō Tsūshō Jōyaku), który pozwolił na utworzenie zagranicznych koncesji, eksterytorialności dla cudzoziemców oraz nakładał minimalne podatki na import towarów zagranicznych.

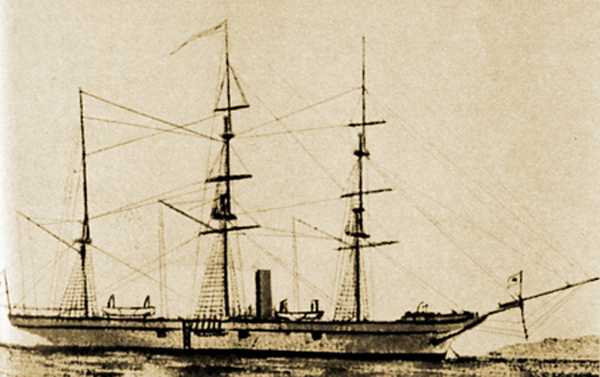
„Kanrin Maru”, pierwszy japoński okręt parowy napędzany śrubą (1857)

Jak tylko Japonia zgodziła się otworzyć na obce wpływy, rząd sioguna Tokugawy zainicjował aktywną politykę asymilacji zachodnich technologii morskich. W roku 1855 siogunat otrzymał w darze od Holendrów swój pierwszy okręt parowy „Soembing”, nazwany „Kankō Maru”, który był używany do szkolenia oraz ustanowił Centrum Szkolenia Marynarki Wojennej w Nagasaki. W 1857 r. nabył pierwszy okręt parowy napędzany śrubą, „Kanrin Maru”, który został wkrótce wykorzystany do misji pokojowej Japonii do Stanów Zjednoczonych (1860). W 1859 roku, Centrum Szkolenia Marynarki Wojennej zostało przeniesione do Tsukiji w Tokio, jednocześnie studenci zostali wysłani do zachodnich szkół morskich, rozpoczynając tradycję kształcenia za granicą przyszłych liderów, jak np. admirałowie Heihachirō Tōgō i Isoroku Yamamoto.

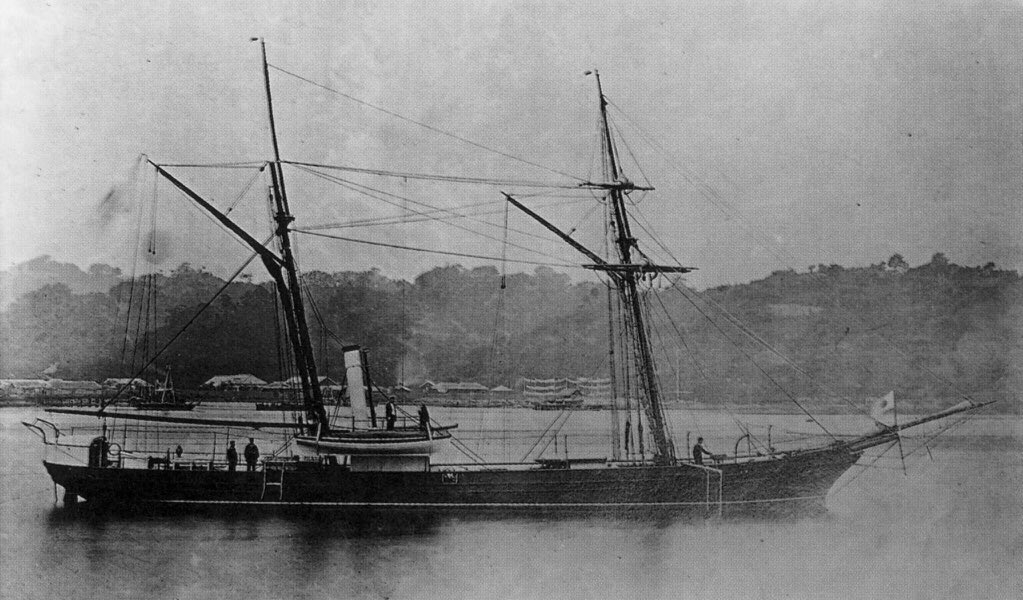
Pierwszy wybudowany w kraju nowoczesny okręt wojenny „Chiyoda” (1863)

## Pierwszy wybudowany w kraju nowoczesny okręt wojenny
W dniu 2 lipca 1863 rozpoczęto pierwszą budowę okrętu napędzanego silnikiem „Chiyoda”. Wykonany przez stocznię Ishikawajima w Tokio i ukończony w maju 1866 r. był drewnianą kanonierką o wyporności 138 ton, oraz rozmiarach: 32 m długości i 16 m szerokości. Oprócz ożaglowania typu bryg, „Chiyoda” był napędzany 2-cylindrowym silnikiem parowym z 2 pociągowymi kotłami. Uzbrojony w działo kalibru 5,5 cala i dwie mniejsze bronie posiadał załogę liczącą 35 ludzi. Wybudowany dla sioguna, „Chiyoda” został zajęty przez rząd japoński w maju 1868, pojmany przez rebeliantów w tym samym roku, a następnie odbity ponownie przez Cesarską Marynarkę Wojenną. Skreślony z listy marynarki w czerwcu 1869 „Chiyoda” został sprzedany firmie wielorybniczej w 1888 roku, służąc do 1911, kiedy został zezłomowany.